# 蒽环类药物
蒽环类药物（英語：Anthracyclines）或蒽环类抗生素（英語：Anthracycline antibiotics）是一类来源于波赛链霉菌青灰变种（Streptomyces peucetius var. caesius）的化疗药物。它们能够治疗的癌症种类比任何其他类型的化疗药物都要多，并且使用它们的化疗是目前最有效的抗癌疗法之一；可用于治疗的癌症包括白血病、淋巴瘤、乳腺癌、子宫癌、卵巢癌和肺癌等。
这类药物的主要副作用是心脏毒性，这极大程度地限制了它们的进一步使用。其他副作用包括骨髓抑制、呕吐、脱发等。
第一个被发现的蒽环类抗生素是柔红霉素，由放線菌門的波赛链霉菌（Streptomyces peucetius）自然产生。不久之后科学家研制出了阿霉素，随后又有很多衍生物被合成出来（尽管只有很小一部分在临床上被投入使用）。

## 例子
常用的蒽环类药物包括：
- 柔红霉素（道诺霉素）
- 阿霉素（多柔比星）
- 阿柔比星
- 表阿霉素（表柔比星）
- 伊达比星
- 戊柔比星（仅用于治疗膀胱癌）
- 米托蒽醌（属衍生物蒽醌类）

作为抗生素的一种，蒽环类药物也具有抗菌活性，但由于毒性过大，它们从未被用于治疗感染。

## 作用机理
蒽环类药物主要有三种作用机理：
1. 通过嵌入DNA双链的碱基之间，形成稳定复合物，抑制DNA复制与RNA合成，从而阻碍快速生长的癌细胞的分裂。[5]蒽环类药物與鹼基間的反應[6]

蒽环类药物與鹼基間的反應

2. 抑制拓扑异构酶II，影响DNA超螺旋转化成为松弛状态，从而阻碍DNA复制与转录。有研究显示拓扑异构酶II抑制剂（除蒽环类药物还包括依托泊苷等）能够阻止拓扑异构酶II的翻转，而这点对于它从它的核酸底物上脱离是必需的。这就意味着，拓扑异构酶II抑制剂使拓扑异构酶II的复合物在DNA链断裂之后才能更稳定，导致后者催化了DNA的破坏；同时，拓扑异构酶II抑制剂还能阻碍连接酶对DNA的修复。[7][8]蒽环类药物 與TopIIα的鍵結情形[9]

蒽环类药物 與TopIIα的鍵結情形

3. 螯合铁离子之后促进破坏DNA和细胞膜的自由基的生成。[5]

## 心脏毒性
蒽环类药物以其严重的心脏毒性而著称。这种心脏毒性可能由许多因素引起，包括对心肌细胞肌质网上兰尼碱受体的影响、心脏中自由基的产生及药物代谢产物的蓄积。

Anthracyclines之心臟毒性副作用藥物化學機轉

它们的心脏毒性通常表现为心电图变化（尤其是QRS复合波的频率变化）和心律不齐；心肌病及其引发的心力衰竭（有时数年后才表现出来）也时有发生。毒性主要与患者终生累积剂量有关。因此，在治疗的过程中，医生会根据药物种类及患者情况计算所适用的终生剂量，当剂量达到上限的时候，一般来说会停止继续使用蒽环类药物（或者重新估算上限）。
有研究显示蒽环类药物引起心力衰竭的几率不仅与剂量有关，还随着接受治疗之后的时间的推移而增加——由2年之后的2%到15年之后的5%。
除了保持在累积剂量上限以下之外，肿瘤科医生还会使用许多其他方法降低心脏毒性。一般来说，在化疗结束的3、6、9个月之后医生会建议检查一次心脏。此外，保护心脏的措施还包括了使用右雷佐生辅助化疗，使用脂质体药物，和改用持续静脉滴注：
- 右雷佐生是一种心脏保护剂，能够通过竞争性螯合铁离子来减少蒽环类药物产生的自由基数目。研究显示它能够将心脏毒性发生几率减少约三分之二，同时并不影响化疗的效果或者是总体生存率。[12]
- 相对于普通蒽环类药物来说，较少的脂质体药物会被运输到心脏，因此毒性较小。[13]
- 持续静脉滴注能够减小药物在心脏（尤其是左心室）中的峰浓度。[10]

## 抗藥性
此類藥物抗藥性有以下：
1. 活化P-gp和MDR轉運酶將藥物排出細胞外
2. 改變癌細胞對於觸發細胞凋亡的反應
3. 改變TopIIα的基因表現程度和活性
4. 生化防禦anthracycline誘導氧化壓力
5. 將藥物轉運到細胞外

- 可以服用Epigallocatechin 3-gallate（EGCG，在綠茶中找到）來抑制細胞將Doxorubicin排出細胞外